# استان ال کویائو
استان ال کویائو (به اسپانیایی: Provincia de El Collao) یک استان در پرو است که در منطقه پونو واقع شده‌است. استان ال کویائو ۵٬۶۰۰٫۵۱ کیلومتر مربع مساحت و ۷۶٬۷۴۹ نفر جمعیت دارد.